# Alcoolique à haut fonctionnement
Un alcoolique à haut fonctionnement (AHF) est une personne qui maintient des emplois et des relations, tout en étant alcoolique.
Les effectifs de la Harvard School of Public Health montrent que 31 % des étudiants montrent des signes d'abus d'alcool, et 6 % sont dépendants à l'alcool. Les médecins espèrent que la nouvelle définition permettra de mieux identifier les cas graves d'alcoolisme précoce, au lieu de s'en préoccuper quand le problème s'est déjà trop développé.
De nombreux AHF ne sont pas considérés par la société comme des alcooliques, parce qu'ils ne correspondent pas aux stéréotypes des personnes alcooliques. Contrairement à l'image de l'alcoolique, les AHF peuvent avoir soit réussi, soit « sur-accompli » leur vie, ce qui peut conduire au déni de leur alcoolisme par leurs collègues, les membres de leur famille, et leurs amis. Les alcooliques fonctionnels représentent 19,5 % des alcooliques des États-Unis, dont 50 % sont aussi fumeurs, et 33 % ont des antécédents familiaux d'alcoolisme, sur plusieurs générations.